# Квартет Ґварнері

Квартет Ґварнері у 2001 році. Віолончеліст Давид Сойєр (сидить ліворуч), який покидає колектив, передає смичок віолончелістові Пітеру Вайлі (сидить праворуч). Спостерігають (стоячи зліва на право) Джон Доллі, Арнольд Стайнхардт і Майкл Трі.

Квартет Ґварнері (англ. Guarneri Quartet) — американський струнний квартет, створений 1964 року і активний до  2009-го. Вважається, що молоді музиканти об'єдналися в квартет під враженням від майстер-класу з квартетний музикування, який проводив Саша Шнайдер в літній музичній школі Марлборо.

## Склад
- Перша скрипка: Арнольд Стайнхардт
- Друга скрипка: Джон Доллі
- Альт: Майкл Трі
- Віолончель: Девид Сойєр (до 2001 р.), Пітер Вайлі (з 2001 р.)

## Репертуар
На початку своєї діяльності квартет виконував переважно музику XVIII–XIX століть. Лише у 1980-х до репертуару квартету увійшли твори композиторів XX століття — А. Веберна, А. Берга, І. Стравінського, П. Гіндеміта, В. Лютославського тощо. В дискографії квартету також усі квартети Бели Бартока та Леоша Яначека.